# Discographie d'Ange
Pour un article plus général, voir Ange (groupe).
Cet article recense la discographie du groupe Ange.

## Discographie

### Époque Christian et Tristan Décamps
Les albums de Christian Décamps et fils se trouvent sur l'article de Christian Décamps

### Singles rares, titres isolés et reprises
- 1967 : Qu'y a-t-il de plus beau ? / Donne-moi ta raison / Tais-toi / Je suis ton ami. 45 T EP éditions Pyral, sous le nom Les Anges
- 1970 : Israël / Cauchemar. 45 T simple CAEPE JCP, produit par Gérard Manset
- 1971 : Compilation live Groovy Pop session : Le vieux de la montagne (33 T Philips)
- 1972 : Tout feu tout flamme / Docteur Man. (45 T simple Philips)
- 1972 : Le soleil est trop vert / Le vieux de la montagne. (45 T simple Philips)
- 1990 : Vous ! (1987), titre inédit sur la compilation Enchantement (CD Baillemont/Musea)
- 1994 : Compilation À propos d'Ange : dix artistes ou groupes français reprennent chacun un titre du groupe. Christian est aux claviers et chante Sur la trace des fées, accompagné de Jean-Pascal Boffo en acoustique (CD Musea)
- 1998 : Compilation Les Eurockéennes de Belfort - Le meilleur du rock français : Ange reprend Fils de lumière (CD JB Feeling/BMG)